# ГЕС Suldal I
ГЕС Suldal I — гідроелектростанція на півдні Норвегії, за сотню кілометрів на північний схід від Ставангера. Знаходячись між ГЕС Røldal (вище по течії) та ГЕС Hylen, входить до складу гідровузла на Suldalsvassdraget — річково-озерному ланцюжку, нижніми ланками якого є озеро Suldalsvatnet та дренуюча його Suldalslagen, котра впадає зі сходу до Sandsfjorden (Suldal, північно-східна затока великого фіорду Boknafjorden).
Відпрацьована на станції Røldal вода потрапляє до озера Roldalsvatn, котре належить до головної гідрографічної артерії Suldalsvassdraget та дренується до згаданого вище озера Suldalsvatnet через річну ділянку з назвою Brattlandsdalaa. Roldalsvatn перетворене на сховище з припустимим коливанням рівня поверхні між позначками 363 та 380 метрів НРМ, при цьому обмежились тунелем для здреновування водойми нижче природного порогу. Враховуючи доволі суттєву площу резервуара, це забезпечує корисний об'єм у 115 млн м3.
Зі сховища через лівобережний гірський масив прямує дериваційний тунель довжиною біля 12 км, який на своєму шляху підбирає додатковий ресурс з водозабору в нижній течії Stolsana, лівої притоки Brattlandsdalaa (можливо відзначити, що вище по течії цієї річки вже двічі здійснювався відбір води для верхніх ступенів гідровузла — спершу для ГЕС Novle, а потім і для ГЕС Røldal).
Машинний зал станції розташований неподалік північного берега Suldalsvatnet, там же, де і аналогічна споруда ГЕС Suldal II (використовує ресурс зі сточища лівої притоки Suldalsvassdraget річки Roaldkvamsana). На Suldal I працюють дві турбіни типу Френсіс загальною потужністю 169 МВт, які при напорі у 306 метрів забезпечують виробництво майже 1 млрд кВт-год електроенергії на рік.
Відпрацьована вода потрапляє до Suldalsvatnet.
Як і інші станції гідровузла Røldal-Suldal, ГЕС Suldal I споруджувалась з метою забезпечення алюмінієвого комбінату в Кармей.